# Взметнёв, Пётр Алексеевич
Пётр Алексеевич Взметнёв (1791, Саратов — 28 февраля [12 марта] 1877, Симферополь) — русский поэт. Действительный статский советник.

## Биография
Пётр Взметнёв родился в 1791 году в дворянской семье. Его отец, Алексей Афанасьевич, умер в 1796 году, мать, Параскева Матвеевна, — в 1818 году. Родители были похоронены в селе Старые Котлицы Муромского уезда Владимирской губернии.
Получил начальное образование, впоследствии дополненное самостоятельно. Служить начал в 1804 году ― канцеляристом Саратовской соляной конторы; в 1806 году был переведён в Саратовское губернское правление; в 1807―1808 гг. ― в Саратовском приказе общественного призрения. В 1808 году переехал в Петербург и был определён в Кабинет Его Императорского величества. Секретарь министра финансов графа Д. А. Гурьева (с 1812); начальник 1-го отделения канцелярии министра (с 1820).
Занятия Взметнёва по должности (составление таможенного тарифа 1816, дела́ по винным откупам, поставками т. п.), с одной стороны, зарекомендовали
его как даровитого и делового чиновника, а с другой ― открыли ему возможности к быстрому и незаконному обогащению. Успешная карьера Взметнёва (обусловливавшаяся, в частности, и близостью Гурьева с женой Взметнёва) была приостановлена неожиданным падением министра (1823), вместе с которым он перешёл в Департамент уделов Министерства императорского двора. В 1826 году вышел в отставку в чине статского советника. Позднее Взметнёв, составивший огромное состояние, жил в Крыму, занимаясь сельским хозяйством; дважды избирался предводителем дворянства в Таврической губернии (1835―1841 и 1860―1864).
Литературные выступления Взметнёва ограничиваются периодом 1811―1812, когда он участвует в журнале В. Г. Анастасевича «Улей», публикуя там басни, надписи, эпиграммы (1811―1812). Некоторой известностью пользовалась его сатира «Польза медиков» (1811), содержащая элементы социального обличения (получила резко-негативную оценку М. В. Милонова в его сатире «К Луказию», 1812). Отдельно опубликованы патриотические стихи Взметнёва «Любовь к отечеству» и «Песнь на победы графа П. Х. Витгенштейна» (1812). Из литературных связей Взметнёва известна многолетняя его дружба с В. Т. Нарежным (с 1806), посвятившим ему повесть «Аристион, или Перевоспитание» (1822). Продолжавшиеся до старости поэтические упражнения Взметнёва носили исключительно камерный характер, однако некоторые сохранившиеся образцы позволяют говорить об известных художественных достоинствах его «домашних» стихов.
Умер в Симферополе 28 февраля (12 марта) 1877 года. Был похоронен на Старом христианское кладбище.